# Arne Garborg
Aadne Eivindsson (Arne) Garborg (25 januari 1851, Jæren, nabij Stavanger - 14 januari 1924. Hvalstad, nu gemeente Asker) was een Noors journalist en schrijver. Hij gold als een sterk pleitbezorger van het Nynorsk (Nieuwnoors) als literaire taal.

## Leven en werk
Garborg begon zijn carrière als journalist en was betrokken bij de oprichting van de vooruitstrevende dagbladen Tvedestrandsposten (1872) en Fedraheimen (1877). In deze periode brak hij met het traditionele geloof. Hij maakte naam met kritische stukken over onder andere Henrik Ibsen. In 1884 werd hij redacteur bij de belangrijkste Noorse krant Dagbladet. In 1894 richtte hij met Rasmus Steinsvik dagblad Den 17de Mai op.
In de jaren 1880 schreef Garborg diverse succesvolle naturalistische romans, met een sterk sociaal-humanitaire tendens, vaak ook met een licht satirische inslag. Uit zijn werken uit de jaren 1890 spreekt vooral een ondogmatisch christendom, gebaseerd op naastenliefde. Later kwam hij ook in aanraking met de oosterse filosofie. Zijn roman Trætte Mænd (Vermoeide mannen, 1892) is te zien als een afrekening met het materialisme. Zijn hoofdwerk Fred (Vrede, 1892) beschrijft de religieuze crisis die zijn vader doormaakte en die leidde tot zijn dood. De grondgedachte is dat iemands geloof en levensbeschouwing slechts waarde heeft als zijn leven er extra zin door krijgt.
Garborg schreef ook poëzie (met als hoogtepunt zijn epische gedichtencyclus Haugtussa, 1895) en werken op literatuurhistorisch en taalkundig gebied. Enkele gedichten uit Haugtussen vormden inspiratie voor twee delen van het muziekstuk Mosaique, suite de morceaux caracteristiques van de 12 jaar jongere Johan Halvorsen.
Hoewel hij ook enkele werken in het Bokmål schreef, geldt hij als een sterk pleitbezorger van het Nynorsk als literaire taal en was hij een van de belangrijkste personen binnen de daaraan gekoppelde beweging van het "Landsmål". Hij vertaalde ook de Odyssee in het Nynorsk.
Garborg was aan het einde van de negentiende eeuw een vooraanstaande figuur in de Noorse artistieke wereld. Hij was gehuwd met schrijfster Hulda Garborg. Hij overleed in 1924 op 72-jarige leeftijd. In 2012 werd in Bryne het Nasjonalt Garborgsenter geopend, een educatief centrum gericht op de creatieve ontwikkeling van bezoekers.

## Bibliografie

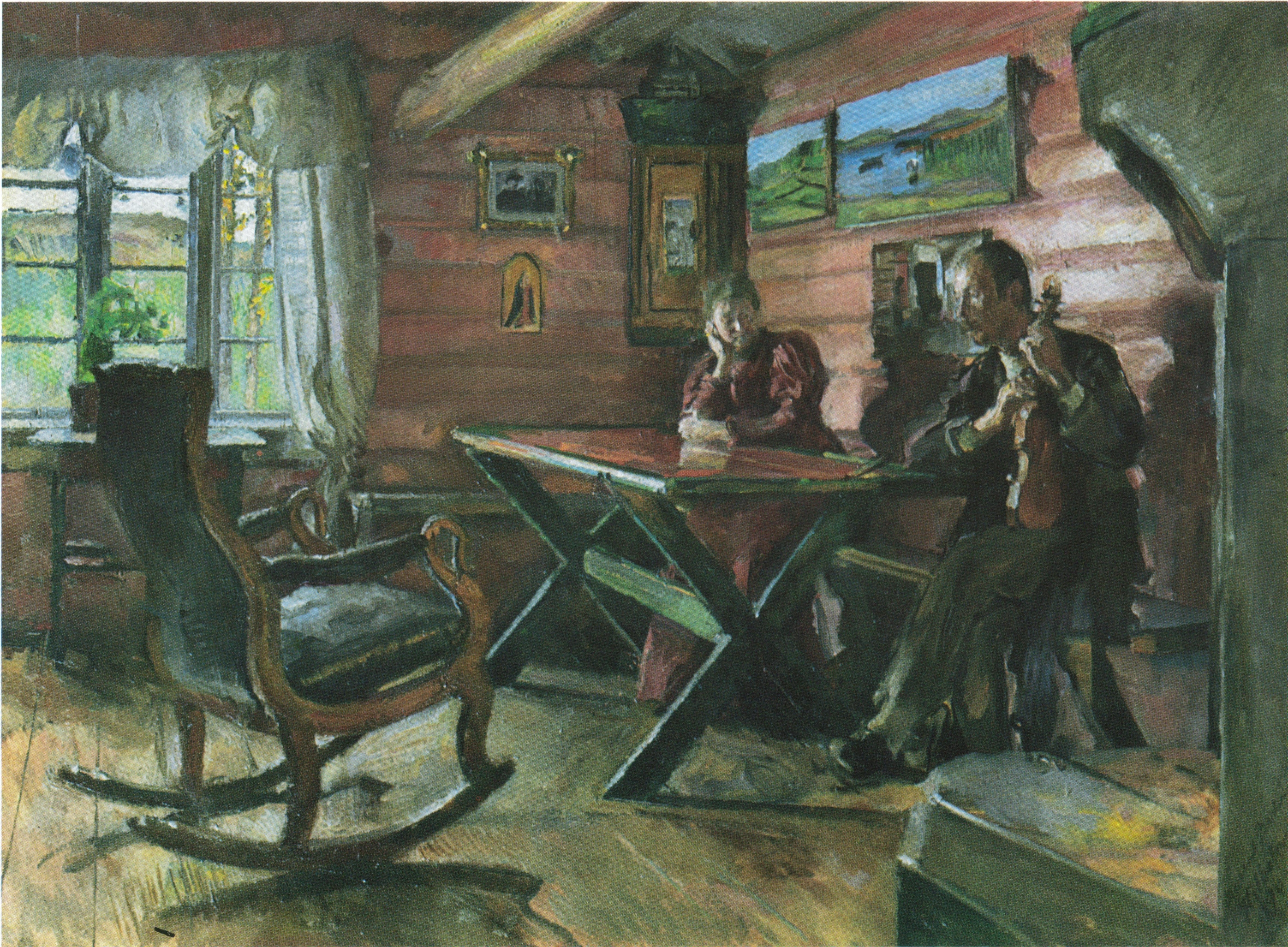
Garborg en zijn vrouw Hulda door Harriet Backer, 1896. Aan de wand hangen schilderijen van Kitty Kielland.